# Timour Ivanov
Pour les articles homonymes, voir Ivanov.
Timour Vadimovitch Ivanov (en russe Тимур Вадимович Иванов), né le 15 août 1975 à Moscou (RSFSR, URSS), est un homme politique russe principalement connu pour avoir été vice-ministre de la défense de Russie de mai 2016 à avril 2024.

## Biographie
Il est le fils de Vadim Guennadievitch Ivanov, directeur général de Crystal LLC. Sa mère est d'origine lezghienne du Daghestan.
Il obtient en 1997 un diplôme de la Faculté de mathématiques computationnelles et de cybernétique de l'Université d'État de Moscou. De 1999 à 2002, il travaille comme consultant sur les questions d'énergie atomique auprès du ministère de la défense de Russie. De 2002 à 2006, il est le principal adjoint du directeur général de Rosenergoatom, où il s'occupe des questions économiques et financières. Il est ensuite directeur général adjoint de Atomstroyexport jusqu'en 2008. Il devient alors le no 2 de Inter RAO jusqu'à 2009, puis le directeur général de l'agence russe de l'énergie jusqu'en 2012. En même temps, il conseille le ministère russe de l'énergie de 2008 à 2012.
De mai à novembre 2012, il est l'adjoint de Sergueï Choïgou, alors gouverneur de l'Oblast de Moscou. À partir de mai 2013, il est ensuite directeur général de la société Oboronstroi qui s'occupe de la construction des logements pour militaires ainsi que de la fabrication d'objets stratégiques pour les militaires.
En mai 2016, il est nommé vice-ministre de la défense de Russie, avec le rang de conseiller d'État effectif de la fédération de Russie de 1re classe (un grade civil équivalent au grade militaire de général d'armée). Il est alors chargé spécifiquement de la gestion financière des propriétés du ministère, des transports des militaires et de leur logement, et de la passation des marchés publics. À ce titre, il supervise la construction de la cathédrale principale des forces armées russes, ainsi que la construction d'édifices militaires à Marioupol.
En octobre 2022, il est inscrit sur la liste des personnes sanctionnées par l'Union européenne à la suite de l'invasion de l'Ukraine par la Russie.

### Faits de corruption
Vers la fin 2022, la Fondation anticorruption créée par Alexeï Navalny signale qu'il s'est fait financer frauduleusement la construction de logements personnels luxueux. Lui et son épouse Svetlana ont fait des voyages de rêve, organisé des fêtes coûteuses, et mènent ainsi un train de vie incompatible avec leurs ressources déclarées. Une vidéo devenue virale présente leur enquête.
Le 23 avril 2024, il est arrêté pour corruption et démis de ses fonctions. Le 8 mai, il est accusé d'avoir accepté des pots de vin évalués à 12,2 millions de dollars.
Son arrestation est concomitante de celle de 3 personnes soupçonnées d'avoir participé à la corruption : Alexandre Fomin, cofondateur de la société de construction Olimpsitistroy, Anton Filatov, ancien collaborateur de Ivanov et Sergueï Borodine, ancien collègue de Ivanov. Peu après, l'ancien patron de Ivanov, le ministre de la défense russe Sergueï Choïgou, est limogé, puis le 14 mai 2024 le Lieutenant général Yuri Kuznetsov est arrêté pour haute trahison,,.
Le 17 mai 2024, le major général Ivan Popov est arrêté pour une fraude présumée de 1 200 000 €. Le 22 mai 2024, le lieutenant général Vadim Chamarine, chef-adjoint de l'état-major responsable des transmissions, est arrêté pour avoir reçu 400 000 $ d'une usine de la Volga qui produit des matériels de communication. Vladimir Verteletsky, chef de département au ministère de la défense, est arrêté pour une corruption ayant coûté 775 000 $ à l'Etat,.

## Distinctions
- Constructeur émérite de la Fédération de Russie (novembre 2015), distinction accordée par Poutine
- Ordre du Mérite de la Patrie, degré IV.
- Médaille de l'Ordre « Pour le Mérite à la Patrie », 1ère classe.
- Héros de la République populaire de Lougansk (2022).
- Prix du gouvernement de la Fédération de Russie dans le domaine de la science et de la technologie (2011) - pour le développement et la mise en œuvre de technologies de base et de systèmes électromécaniques intelligents pour les industries et domaines d'activité critiques avec des exigences strictes en matière de fiabilité et de fonctionnement ininterrompu
- Travailleur honoraire du complexe combustible et énergétique de la Fédération de Russie (Ministère de l'Énergie de la Russie).
- Médailles départementales du ministère de la Défense et du ministère des Situations d'urgence de Russie.
- Médaille « Pour le mérite de la République de Carélie » (28 avril 2020) - pour une grande contribution au développement des infrastructures sociales et de transport de la République de Carélie, à la construction d'installations au complexe aéroportuaire de Petrozavodsk et à l'École de cadets de Petrozavodsk
- Ordre du Saint-Bienheureux Grand-Duc Dimitri Donskoï (en), 1er degré (13 juin 2021) - pour l'attention portée à l'assistance à la construction de la cathédrale principale des Forces armées de la Fédération de Russie

## Vie privée
Il épouse en secondes noces Svetlana Aleksandrovna Zakharova, qui est citoyenne israélienne par son 1er mariage avec Mikhail Maniovich. Timour Ivanov et Svetlana ont 2 filles : Darya, née en 2010, et Praskovia, née en 2018.
Svetlana Zakharova divorce en 2022 afin d'éviter les sanctions européennes qui touchent son mari. Elle reprend le nom de Maniovich et s'exile à Paris tout en maintenant un train de vie somptueux qui a été critiqué par les partisans de Navalny,,.
Timur Ivanov aurait eu en 2023 des relations extra conjugales avec Maria Vladimirovna Kitaieva, une ancienne compagne de l'ancien vice-ministre de la défense Yuriy Sadovenko (en) dont elle a 3 enfants. Née en 1983 et propagandiste au ministère russe de la défense, elle a obtenu en 2014 un grade civil équivalent à major général. Elle est soumise à des sanctions occidentales,.